# Pardal d'Enric
El pardal d'Enric (Montifringilla henrici) és un ocell de la família dels passèrids (Passeridae).

## Hàbitat i distribució
Habita praderies d'alta muntanya al Tibet.